# 奧基托鎮區 (堪薩斯州馬歇爾縣)
奧基托鎮區（英語：Oketo Township）是位於美國堪薩斯州馬歇爾縣的一個行政鎮區。

## 地方資料
奧基托鎮區的面積為91.84平方千米，當中陸地面積為91.11平方千米，而水域面積為0.73平方千米。根據2010年美國人口普查的數據，當地共有人口234人，而人口密度為每平方千米2.55人。

## 外部連結
- US-Counties.com
- City-Data.com （页面存档备份，存于）